# ريوجي كاواموتو
ريوجي كاواموتو (باليابانية: 川本 良二) (مواليد 25 سبتمبر 1982)، هو لاعب كرة قدم ياباني سابق كان يلعب كحارس مرمى.

## وصلات خارجية
- ريوجي كاواموتو على موقع رابطة كرة القدم اليابانية للمحترفين (اليابانية)
- ريوجي كاواموتو على موقع عالم كرة القدم.نت (الإنجليزية)